# Simon of Kyme
Simon of Kyme (* vor 1176; † 1220) war ein englischer Adliger.

## Herkunft und Erbe
Simon of Kyme entstammte der Familie Kyme, einer mächtigen Adelsfamilie aus Lincolnshire. Er war der älteste Sohn von Philip of Kyme († zwischen 1192 und 1194) und dessen Frau Hawise of Kyme. Sein Vater hatte ihn vor 1176 mit Rohese (auch Rohaise) verheiratet, einer der Töchter und Erbinnen von Robert fitz Robert, wodurch Simon beachtliche Besitzungen als Lehen der Familie Percy in Yorkshire erwarb. Sein Vater war als Herr der kleinen Baronie Sotby in Lincolnshire ein kleiner Kronvasall, doch dazu hatte er als Vasall anderer Baronen über 28 Knight’s fee vor allem in Lincolnshire besessen. Dennoch hatte er Simon bei seinem Tod Anfang der 1190er Jahre beträchtliche Schulden hinterlassen.

## Vom Gefolgsmann zum Rebell gegen den König
Wie sein Vater übernahm Simon of Kyme zunächst ebenfalls Ämter im Dienst der englischen Könige. Bereits 1190 war er Verwalter des königlichen Forsts von Galtres in Yorkshire geworden, und 1191 wurde er zum königlichen Richter in Yorkshire ernannt. Zwischen 1194 und 1197 diente er als Sheriff von Lincolnshire. In den nächsten Jahren übernahm er mehrere andere Ämter, bis er 1207 offensichtlich die Gunst von König Johann Ohneland verloren hatte und keine Ämter mehr bekleidete. Dazu war er weiterhin erheblich verschuldet. 1205 hatte er für die Schulden seines Nachbarn Thomas of Moulton gebürgt, als dieser das Amt des Sheriffs von Lincolnshire erworben hatte. Moulton konnte aber die versprochenen Summen an das königliche Schatzamt nicht zahlen. Kyme schuldete um 1211 jüdischen Geldverleihern £ 1250, von denen er innerhalb der nächsten drei Jahre £ 1000 zurückzahlen sollte. 1212 gehörte Simon of Kyme noch zum Gefolge des Königs, und zusammen mit anderen Baronen drängte er 1213 den König in Lincoln, Reformen für seine Regierung umzusetzen. Offenbar setzte ihn der König wegen seiner Schulden unter Druck, so dass Simon of Kyme sich spätestens 1215 der Adelsopposition gegen den König anschloss. Darin wurde er sicherlich von seinem Lehnsherrn William de Percy († 1245) und von seinen Cousins Gilbert of Benniworth und John of Orby bestärkt, die ebenfalls wie sein Nachbar Moulton zu den Rebellen gehörten. Kyme wurde einer der Führer der Rebellen in Lincolnshire. Auch nach der Anerkennung der Magna Carta durch den König unterstützte Simon of Kyme weiter die rebellischen Barone, weshalb er als Gegner des Königs namentlich von Papst Innozenz III. exkommuniziert wurde. Im Ersten Krieg der Barone kämpften er und sein ältester Sohn Philip of Kyme ab Herbst 1215 offen gegen den König. Daraufhin befahl der König dem Sheriff von Yorkshire, Geoffrey de Neville, die Ländereien von Simon of Kyme zu besetzen. Während des Kriegs geriet Philip of Kyme 1215 in Gefangenschaft. Das geforderte hohe Lösegeld konnte Simon of Kyme nicht aufbringen, und dazu geriet er selbst geriet in der Schlacht von Lincoln 1217 in königliche Gefangenschaft. Spätestens 1218 unterwarf er sich dem Regentschaftsrat, der für den neuen, minderjährigen König Heinrich III. die Regierung führte. 1218 gehörte er zur königlichen Armee, die den rebellischen Robert de Gaugy in Newark Castle belagerte. Für seine Freilassung hatte Simon of Kyme aber die Güter, die er als Vasall des Earl of Chester gehalten hatte, an Earl Ranulf of Chester abtreten müssen.

## Erbe
Bei seinem Tod hinterließ Simon of Kyme seinem Sohn und Erben Philip of Kyme erhebliche Schulden. Trotz dieser Schulden hatte Simon of Kyme Stiftungen zugunsten von Nun Appleton Priory in Yorkshire, die von seiner Schwiegermutter gestiftet worden war, sowie zugunsten weiterer Kirchen und Klöster in Lincolnshire und Yorkshire gemacht. Sein Herz wurde im von seinen Vorfahren gegründeten Gilbertinerpriorat Bullington in Lincolnshire beigesetzt.